# Union Springs (Alabama)
Pour les articles homonymes, voir Union Springs.
La ville d'Union Springs est le siège du comté de Bullock, dans l'État de l'Alabama, aux États-Unis. Au recensement de 2000, sa population était de 3 670 habitants.

## Démographie
| 1870  | 1880  | 1890  | 1900  | 1910  | 1920  | 1930  | 1940  |
| ----- | ----- | ----- | ----- | ----- | ----- | ----- | ----- |
| 1 455 | 1 862 | 2 049 | 2 634 | 4 055 | 4 125 | 2 875 | 3 107 |

| 1950  | 1960  | 1970  | 1980  | 1990  | 2000  | 2010  | - |
| ----- | ----- | ----- | ----- | ----- | ----- | ----- | - |
| 3 232 | 3 704 | 4 324 | 4 431 | 3 975 | 3 670 | 3 980 | - |

## Source
- (en) Cet article est partiellement ou en totalité issu de l’article de Wikipédia en anglais intitulé « Union Springs, Alabama » (voir la liste des auteurs).